# Dworzec autobusowy „Okęcie” w Sanoku

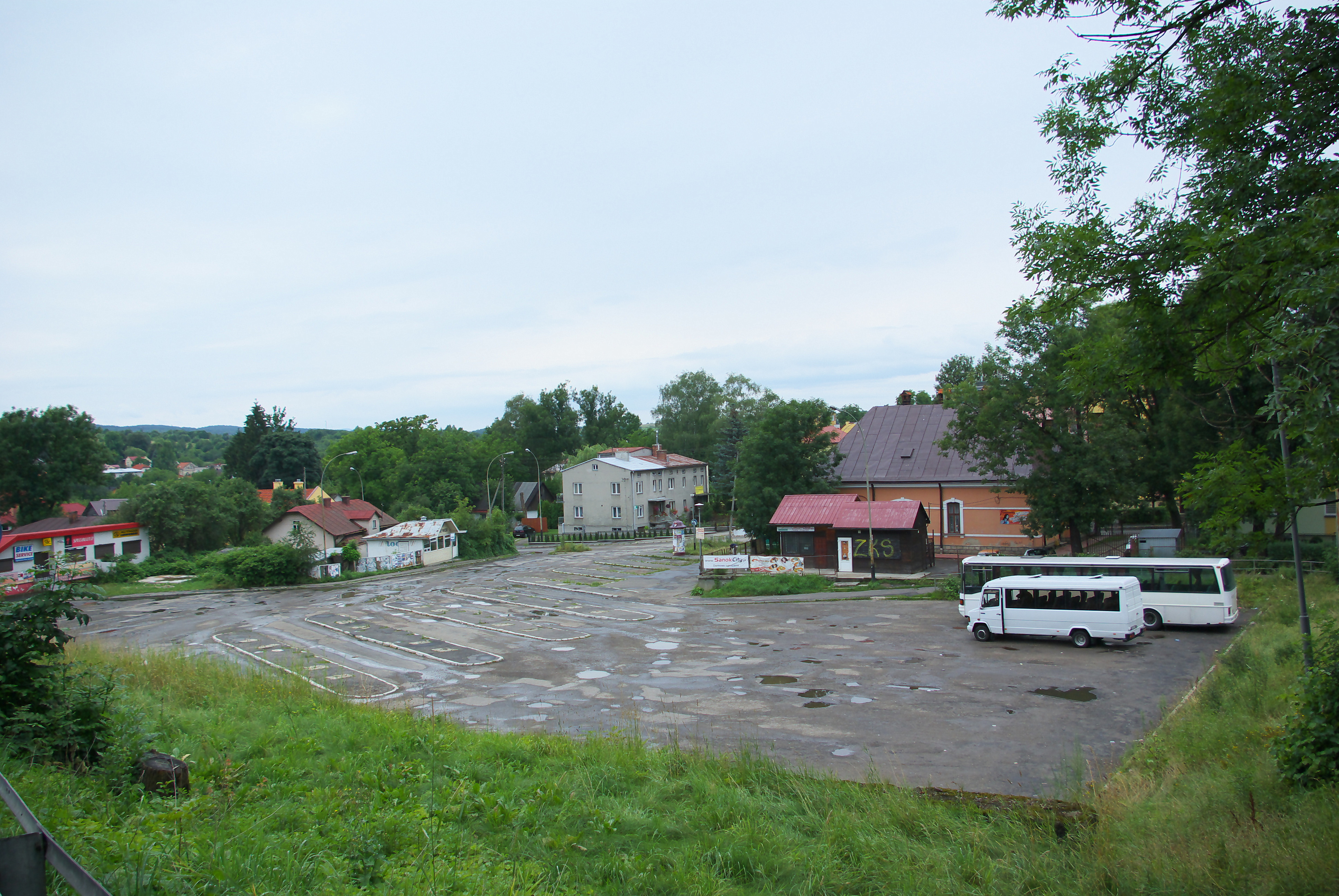
Teren dworca w 2012

Dworzec autobusowy „Okęcie” w Sanoku – nieistniejący dworzec służący komunikacji autobusowej w Sanoku.
Był budowany od końca lat 70. Dworzec Miejskiej Komunikacji Samochodowej w Sanoku został otwarty 21 lipca 1982 w ramach obchodów Narodowego Święta Odrodzenia Polski. Gospodarzem obiektu był Oddziału Gospodarki Komunalnej w Sanoku. Wartość inwestycji wyniosła 10 mln złotych. 
Na przełomie XX i XXI w. z zajezdni dworca korzystały autobusy działające na kursach w podmiejskich okolicach Sanoka; w czerwcu 2000 zainstalowano na dworcu nowe wiaty przystankowe.
Dworzec umiejscowiony w centrum miasta, w dzielnicy Śródmieście, u zbiegu ul. Juliusza Słowackiego i ul. Ignacego Daszyńskiego od strony zachodniej. Od strony wschodniej dworzec otaczała skarpa, przylegająca do ulicy Jagiellońskiej (pierwotnie ulica Karola Świerczewskiego).
Dworzec został zlikwidowany. Od 2013 trwały prace budowlane. W miejscu istnienia dworca, pod adresem ul. Jagiellońskiej 30 powstała Galeria Sanok.